# Mikael Österberg (Eishockeyspieler, 1986)
Mikael Österberg (* 14. März 1986 in Tyresö) ist ein schwedischer Eishockeyspieler, zuletzt bis 2011 bei AIK Solna unter Vertrag stand.

## Karriere
Mikael Österberg begann seine Karriere als Eishockeyspieler in der Nachwuchsabteilung des Amateurclubs Stockholm/Vit, ehe er 2002 zu den Junioren des AIK Solna wechselte. Für dessen Profimannschaft gab der Verteidiger in der Saison 2005/06 sein Debüt in der HockeyAllsvenskan, der zweiten schwedischen Spielklasse. Anschließend erkämpfte sich der Linksschütze einen Stammplatz in der Mannschaft und stieg in der Saison 2009/10 mit seinem Team in die Elitserien auf. Zu diesem Erfolg trug er mit zehn Scorerpunkten, davon drei Tore, in 50 Spielen der Hauptrunde, sowie einer Vorlage in zehn Spielen der Kvalserien bei. In der Saison 2010/11 konnte er sich jedoch nicht in der Elitserien durchsetzen und absolvierte nur vier Spiele für AIK, während er überwiegend für Almtuna IS in der HockeyAllsvenskan als Leihspieler zum Einsatz kam. Im Anschluss an die Spielzeit wurde sein Vertrag nicht verlängert. 

## Erfolge und Auszeichnungen
- 2010 Aufstieg in die Elitserien mit AIK Solna

## Statistik
(Stand: Ende der Saison 2010/11)